# Семполовський Лев
Семполовський Лев Людвигович (Леон) (4 квітня 1868, Крерово колишнього Познанського воєводства — 10 жовтня 1960), український селекціонер, доктор філософії та природничих наук.

## Життєпис
1885 року закінчив Познанську гімназію, в 1885–1889 роках вивчав хімію і природничі науки в університетах Бреслау, Ростока та Берліна.
З 1890 року працює на цукрових заводах у Франції, займається селекцією цукрового буряка в Німеччині та Італії.
1898 року запрошений адміністрацією Уладівського цукрового заводу — сучасний Літинський район, очолив Уладівську селекційну станцію, одночасно працював хіміком на заводі.
З 1930 року працював завідувачем бурякової секції та заступником директора Уладово-Люлинецької селекційно-насіннєвої станції.
Вважається основоположником вітчизняної селекції, одним з перших впровадив у селекційну практику гібридизацію.
За довгі роки своєї діяльності на станції вивів і впровадив 76 високопродуктивних сортів цукрових буряків (У1030, У1722, У1018 та ін.) та 1 сорт кормової моркви.
Нагороджений двома Великими Золотими медалями ВСГВ, медаллю «За доблесний труд у Великій Вітчизняній війні», орденами Трудового Червоного Прапора (1948) і Леніна (1958).
У 1950 р. у зв'язку з похилим віком та повною втратою зору Л. Л. Семполовський вийшов на пенсію.
Помер 10 жовтня 1960 р., похований у сквері на території станції, перед науковим корпусом встановлений бронзовий бюст селекціонера.
1976 року відкрито музей історії Уладово-Люлинецької дослідно-селекційної станції.